# Eva-Maria Höfling
Eva-Maria Höfling (* 9. Mai 1970 in Würzburg) ist eine deutsche Schauspielerin.

## Leben
Eva-Maria Höfling absolvierte eine professionelle Schauspielausbildung. Seit Ende der 1990er-Jahre hat sie als Schauspielerin vor der Kamera in mehreren Filmen und Fernsehserien mitgewirkt.
Höfling spielte von 2005 bis 2011 beim jährlich stattfindenden Nockherberg-Singspiel die Rolle der Politikerin Claudia Roth.
Höfling lebt in München und hat ein Kind (* 2012). Neben ihrer Muttersprache Deutsch spricht sie außerdem fließend Englisch und Italienisch.

## Filmografie
- 1998: Silberdisteln
- 1999: Dr. Stefan Frank – Der Arzt, dem die Frauen vertrauen (Fernsehserie, 1 Folge)
- 1999: Zugriff (Fernsehserie, 1 Folge)
- 2000: Trennungsfieber
- 2000: Der Bulle von Tölz: www.mord.de (Fernsehreihe)
- 2001: SOKO München (Fernsehserie, 1 Folge)
- 2002–2010: Der Alte (Fernsehserie, 7 Folgen, verschiedene Rollen)
- 2004: Der Wunschbaum
- 2006: Siska (Fernsehserie, 1 Folge)
- 2011: Dahoam is Dahoam (Fernsehserie, 2 Folgen)
- 2011–2013: Forsthaus Falkenau (Fernsehserie, 38 Folgen)
- 2012: Der Komödienstadel (Fernsehreihe, 1 Folge)
- 2013: Die Rosenheim-Cops (Fernsehserie, 1 Folge)